# Relazioni bilaterali tra Russia e Ucraina

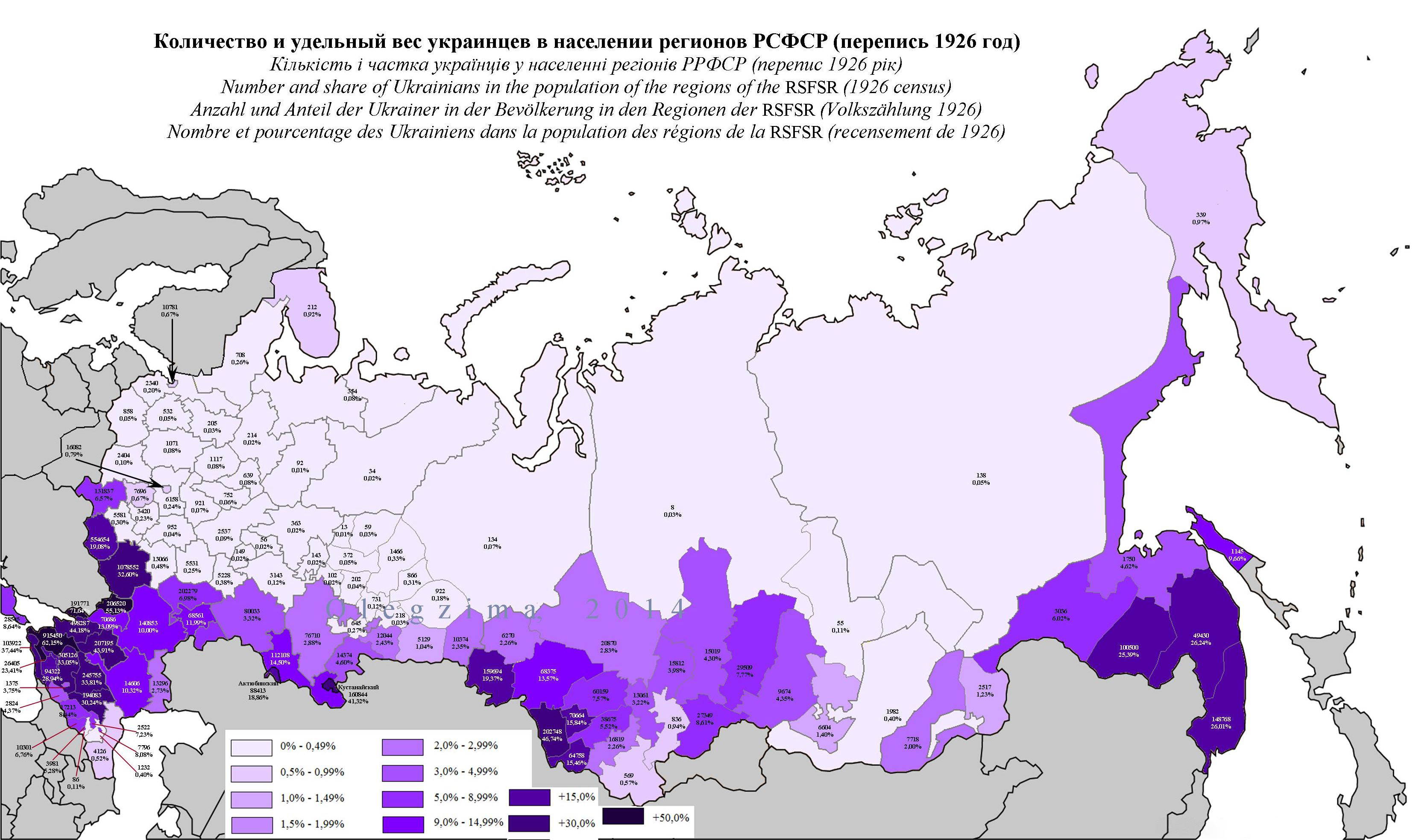
Numero (e percentuale rispetto alla popolazione totale) di ucraini nella Repubblica Socialista Federativa Sovietica Russa in base al censimento sovietico del 1926.

Le moderne relazioni bilaterali tra la Russia e l'Ucraina sono iniziate formalmente durante la prima guerra mondiale mentre l'ex Impero russo stava attraversando la sua riforma politica. Nel 1920 le relazioni bilaterali tra i due paesi furono cambiate quando l'Ucraina fu conquistata dall'Armata Rossa russa. Negli anni '90 immediatamente dopo lo scioglimento dell'Unione Sovietica, di cui sia la Russia sovietica che l'Ucraina sovietica avevano fondato formalmente le repubbliche costituenti, furono ripristinate le relazioni bilaterali. Le relazioni tra i due paesi sono crollate con la rivoluzione ucraina del 2014, seguita dall'annessione della Crimea da parte della Russia e dal sostegno della Russia ai combattenti separatisti della Repubblica Popolare di Donetsk e della Repubblica Popolare di Luhansk in una guerra che all'inizio del 2020 aveva ucciso più di 13.000 persone e ha portato sanzioni occidentali alla Russia.

## Storia
L'Ucraina, che a seguito dello scioglimento dell'URSS era diventata il terzo paese con il maggior numero di testate nucleari, accettò di consegnare alla Russia le sue armi nucleari disponibili. In cambio, i firmatari del Memorandum di Budapest del 5 settembre 1994, incluso il presidente russo Boris El'cin, si sono impegnati a "rispettare la sovranità, l'indipendenza e i confini dell'Ucraina".
Il 28 maggio 1997 Pavlo Lazarenko e Viktor Černomyrdin siglarono un accordo sulla flotta del Mar Nero, che prevedeva la distribuzione del 50% di questa, il noleggio da parte della Russia dei porti di Sebastopoli per due decenni e il riconoscimento della Crimea e Sebastopoli legalmente e territorialmente come parte sovrana dell'Ucraina.
Ad essi fece seguito il  Trattato di amicizia tra i due Paesi, conchiuso a Kiev il 31 maggio 1997 e col quale si stabilivano un principio del partenariato strategico, il riconoscimento dell'inviolabilità dei confini esistenti, il rispetto dell'integrità territoriale nonché l’impegno reciproco a non utilizzare il proprio territorio per nuocere alla sicurezza dei due Stati.
Dopo gli eventi del cosiddetto Euromaidan e la cacciata del russofilo Viktor Janukovyč come presidente dell'Ucraina nel febbraio 2014, il 1º marzo 2014 la camera alta russa, il Consiglio della Federazione, ha autorizzato l'invio di un "piccolo contingente militare" verso l'Ucraina. Nel contesto della crisi di Crimea, l'Ucraina ha perso il controllo del territorio della penisola contro i membri delle forze armate russe che, con l'aiuto delle milizie, hanno interrotto le comunicazioni con il resto dell'Ucraina in un'operazione che era iniziata il 28 febbraio. Il 16 marzo si è tenuto un referendum che offre la scelta tra l'unione con la Russia o il sostegno al ripristino della Costituzione del 1992 e lo status della Crimea, e in cui, secondo le nuove autorità del territorio, il 96,77% degli elettori su una partecipazione dell'81,36% ha approvato l'unione con la Russia. Nei mesi successivi hanno avuto successo nel paese manifestazioni contro il governo di Kiev, raggiungendo la proclamazione delle "Repubbliche popolari" a Charkiv, Donetsk, Lugansk e Odessa, diventando infine una guerra vera e propria, con l'Ucraina che ha perso il controllo di una parte del territorio delle repubbliche autoproclamate di Doneck e Lugansk per mano degli insorti che avevano il sostegno della Russia.
Il 5 settembre 2014, rappresentanti di Ucraina, Federazione Russa, Repubblica Popolare di Donetsk e Repubblica Popolare di Lugansk hanno firmato il cosiddetto protocollo di Minsk, che comprendeva una serie di impegni per un cessate il fuoco. In violazione, i nuovi accordi di marzo 2015 (Minsk II) hanno cercato di riportare la situazione a questi impegni.
Alla fine del 2018, Petro Porošenko ha introdotto la legge marziale nei confini con la Russia e la Transnistria dopo la cattura di 3 navi ucraine e 24 marinai nello stretto di Kerč'.
A livello religioso, la Chiesa ortodossa dell'Ucraina, come culmine di un processo sequenziale, è stata riconosciuta come chiesa autocefala nel gennaio 2019, separandosi così dal Patriarcato di Mosca. La Chiesa ortodossa russa, in seguito alla decisione del Patriarcato ecumenico di Costantinopoli di concedere l'autocefalia alla chiesa ucraina, nel 2018 aveva annunciato la rottura della "piena comunione" con Costantinopoli, inducendo uno scisma nel mondo ortodosso.

### Divieto dei libri russi in Ucraina
Nel 2015 venne istituito il primo divieto che bandì 38 titoli con lo scopo di "salvaguardare i cittadini ucraini dall'uso della guerra dell'informazione e dai metodi di disinformazione, dalla diffusione dell'ideologia dell'odio, del fascismo, della xenofobia e del separatismo".
Il divieto dei libri russi in Ucraina è diventato legge il 30 dicembre 2016, quando il presidente Petro Porošenko ha firmato una legge che limitava l'importazione di libri in Ucraina dalla Russia. Secondo questa legge, un cittadino ucraino può importare al massimo 10 libri russi senza permesso. È vietata anche la distribuzione non autorizzata di libri dalla Russia.
Il divieto è gestito dal Comitato di Stato per le trasmissioni televisive e radiofoniche, i cui compiti includono l'applicazione della politica dell'informazione in Ucraina e che gestisce i permessi per i libri e può emettere divieti sui libri ritenuti inappropriati che provengono "dal territorio dello stato aggressore e dal territorio temporaneamente occupato dell'Ucraina". Il materiale stampato che richiede permessi include libri, opuscoli, libri per bambini inclusi libri da colorare, mappe, atlanti e mappamondi. Ogni permesso deve essere iscritto nel registro Statale ed ha una validità massima di 5 anni. I divieti si basano su valutazioni di un consiglio di esperti e possono essere contestati.
Nell'agosto 2017 il Comitato ha bandito due romanzi di Boris Akunin e le memorie di Vladimir Vysockij. Nel dicembre 2018 ha vietato i libri per bambini sui bogatyr epici russi, nonché alcune memorie e libri storici.
Nel settembre 2018, il consiglio regionale di Leopoli ha vietato l'uso pubblico di libri, film e canzoni in lingua russa nella regione fino al ritiro della Russia dall'Ucraina, considerata parte belligerante nella guerra del Donbass.

## Opinione pubblica

### Sondaggi del Levada Center e dell'Istituto internazionale di sociologia di Kiev
| Opinione | Ottobre 2008 | Aprile 2009 | Giugno 2009 | Settembre 2009 | Novembre 2009 | Settembre 2011 | Febbraio 2012 |
| -------- | ------------ | ----------- | ----------- | -------------- | ------------- | -------------- | ------------- |
| Positiva | 38 %         | 41 %        | 34 %        | 46 %           | 46 %          | 68%            | 64 %          |
| Negativa | 53 %         | 49 %        | 56 %        | 44 %           | 44 %          | 25%            | 25 %          |

NB : L'80% dei russi ha espresso un'opinione positiva (vedi molto positiva) dell'Ucraina nel 2009.
| Opinione | Ottobre 2008 | Giugno 2009 | Settembre 2009 | Novembre 2009 | Settembre 2011 | Gennaio 2012 | Aprile 2013 |
| -------- | ------------ | ----------- | -------------- | ------------- | -------------- | ------------ | ----------- |
| Positiva | 88 %         | 91 %        | 93 %           | 96 %          | 80 %           | 86 %         | 70 %        |
| Negativa | 9 %          | -           | -              | -             | 13 %           | 9 %          | 12 %        |